# Vanillaware
Vanillaware (ヴァニラウェア有限会社, Banirawea Yūgen-gaisha) és una companyia japonesa de desenvolupament de videojocs. Anteriorment, eren coneguts com a Puraguru des del 2002 fins a 2004, quan es canvien el seu nom per Vanillaware. Els projectes anteriors de l'estudi s'han especialitzat en un disseny 2D, o basats en sprites. Han captat l'atenció positiva dels fans i els mitjans de comunicació joc igual per abraçar el disseny de jocs 2D en un mercat dominat pels jocs en 3D. Vanillaware ha desenvolupat 2 videojocs per a la PlayStation 2 i un per la Wii. La companyia va ser formada per membres de l'Atlus project team que havien desenvolupat Princess Crown per la Sega Saturn en el 1997.

## Videojocs
- 2007 | Odin Sphere (PlayStation 2)
- 2007 | GrimGrimoire (PlayStation 2)
- 2008 | Kumatanchi (Nintendo DS)[3]
- 2009 | Muramasa: The Demon Blade (Wii)
- 2011 | Grand Knights History (PlayStation Portable)[4]
- 2012 | Dragon's Crown (PlayStation Vita and PlayStation 3)[5]
- 2019 | 13 Sentinels: Aegis Rim (PlayStation 4)